# كانتون (داكوتا الجنوبية)
كانتون (بالإنجليزية: Canton, South Dakota)‏ هي مدينة و مقر المقاطعة تقع في الولايات المتحدة في مقاطعة لينكون، داكوتا الجنوبية. يقدر عدد سكانها بـ 3,057 نسمة ومساحتها 8.34 كم2 وترتفع عن سطح البحر 387 متر.

## التركيبة السكانية
قام مكتب تعداد الولايات المتحدة بتحديد بيانات التركيبة السكانية لكانتون في تعداد الولايات المتحدة. في ما يلي، التركيبة السكانية حسب تعدادي 2000 و2010.

### تعداد عام 2000
بلغ عدد سكان كانتون 2,557 نسمة بحسب تعداد عام 2000، وبلغ عدد الأسر 884 أسرة وعدد العائلات 536 عائلة مقيمة في المدينة. في حين سجلت الكثافة السكانية 1,118.1 نسمة لكل ميل مربع (431.7/كم2). وبلغ عدد الوحدات السكنية 1,011 وحدة بمتوسط كثافة قدره 442.1 نسمة لكل ميل مربع (170.7/كم2).
وتوزع التركيب العرقي للمدينة بنسبة 95.07% من البيض و 0.27% من الأمريكيين الأصليين و 0.82% من الأمريكيين ذوي الأصول الآسيوية و 2.11% من الأمريكيين الأفارقة و 1.17% من عرقين مختلطين أو أكثر.
بلغ عدد الأسر 884 أسرة كانت نسبة 31.2% منها لديها أطفال تحت سن الثامنة عشر تعيش معهم، وبلغت نسبة الأزواج القاطنين مع بعضهم البعض 45.7% من أصل المجموع الكلي للأسر، ونسبة 12.4% من الأسر كان لديها معيلات من الإناث دون وجود شريك، وكانت نسبة 39.3% من غير العائلات. تألفت نسبة 35.1% من أصل جميع الأسر من أفراد ونسبة 17.3% كانوا يعيش معهم شخص وحيد يبلغ من العمر 65 عاماً فما فوق. وبلغ متوسط حجم الأسرة المعيشية 2.96، أما متوسط حجم العائلات فبلغ 2.28.
بلغ العمر الوسطي للسكان 26 عاماً. وكانت نسبة 21.5% من القاطنين تحت سن الثامنة عشر، وكانت نسبة 27.5% بين الثامنة عشر والأربعة وعشرون عاماً، ونسبة 21.4% كانت واقعةً في الفئة العمرية ما بين الخامسة والعشرون حتى والأربعة وأربعون عاماً، ونسبة 15.5% كانت ما بين الخامسة والأربعون حتى الرابعة والستون، ونسبة 14.1% كانت ضمن فئة الخامسة والستون عاماً فما فوق. يوجد لكل 100 أنثى 88.3 ذكر، ويوجد لكل 100 أنثى في الثامنة عشر من عمرها فما فوق 83.5 ذكر.
بلغ متوسط دخل الأسرة في المدينة 26,983 دولار، أما متوسط دخل العائلة فبلغ 34,444 دولار. وكان متوسط دخل الذكور 26,573 دولار مقابل 19,519 دولار للإناث. وسجل دخل الفرد الخاص بالمدينة 14,663 دولار. وكانت نسبة 10.5% من العائلات ونسبة 16.8% من السكان تحت خط الفقر، وكان من هؤلاء نسبة 25.6% تحت سن الثامنة عشر ونسبة 11.5% في الخامسة والستين من العمر وما فوق.

### تعداد عام 2010
بلغ عدد سكان كانتون 3,057 نسمة بحسب تعداد عام 2010، وبلغ عدد الأسر 1,248 أسرة وعدد العائلات 789 عائلة مقيمة في المدينة. في حين سجلت الكثافة السكانية 958.3 نسمة لكل ميل مربع (370.0/كم2). وبلغ عدد الوحدات السكنية 1,351 وحدة بمتوسط كثافة قدره 423.5 لكل ميل مربع (163.5/كم2).
وتوزع التركيب العرقي للمدينة بنسبة 95.8% من البيض و 1.3% من الأمريكيين الأصليين و 0.8% من الأمريكيين ذوي الأصول الآسيوية و 0.3% من الأمريكيين الأفارقة و 1.6% من عرقين مختلطين أو أكثر.
بلغ عدد الأسر 1,248 أسرة كانت نسبة 31.9% منها لديها أطفال تحت سن الثامنة عشر تعيش معهم، وبلغت نسبة الأزواج القاطنين مع بعضهم البعض 50.2% من أصل المجموع الكلي للأسر، ونسبة 9.9% من الأسر كان لديها معيلات من الإناث دون وجود شريك، بينما كانت نسبة 3.1% من الأسر لديها معيلون من الذكور دون وجود شريكة وكانت نسبة 36.8% من غير العائلات. تألفت نسبة 32.3% من أصل جميع الأسر من أفراد ونسبة 14.9% كانوا يعيش معهم شخص وحيد يبلغ من العمر 65 عاماً فما فوق. وبلغ متوسط حجم الأسرة المعيشية 3.01، أما متوسط حجم العائلات فبلغ 2.37.
بلغ العمر الوسطي للسكان 38.6 عاماً. وكانت نسبة 26.2% من القاطنين تحت سن الثامنة عشر، وكانت نسبة 7.9% بين الثامنة عشر والأربعة وعشرون عاماً، ونسبة 24% كانت واقعةً في الفئة العمرية ما بين الخامسة والعشرون حتى والأربعة وأربعون عاماً، ونسبة 25.2% كانت ما بين الخامسة والأربعون حتى الرابعة والستون، ونسبة 16.8% كانت ضمن فئة الخامسة والستون عاماً فما فوق. وتوزع التركيب الجنسي للسكان بنسبة 48.5% ذكور و51.5% إناث.